# Irina Muzuowna Chakamada

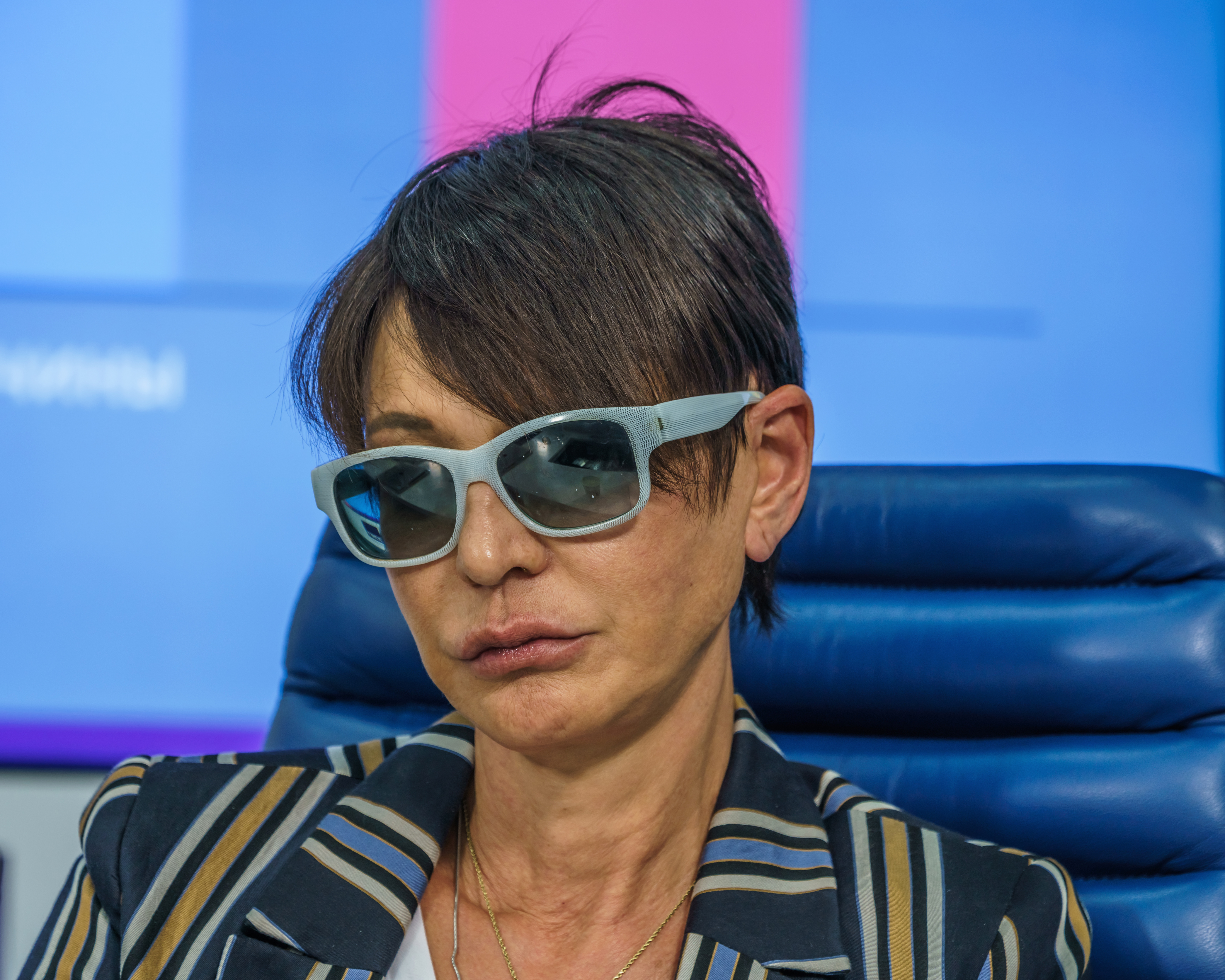
Irina Chakamada 2019

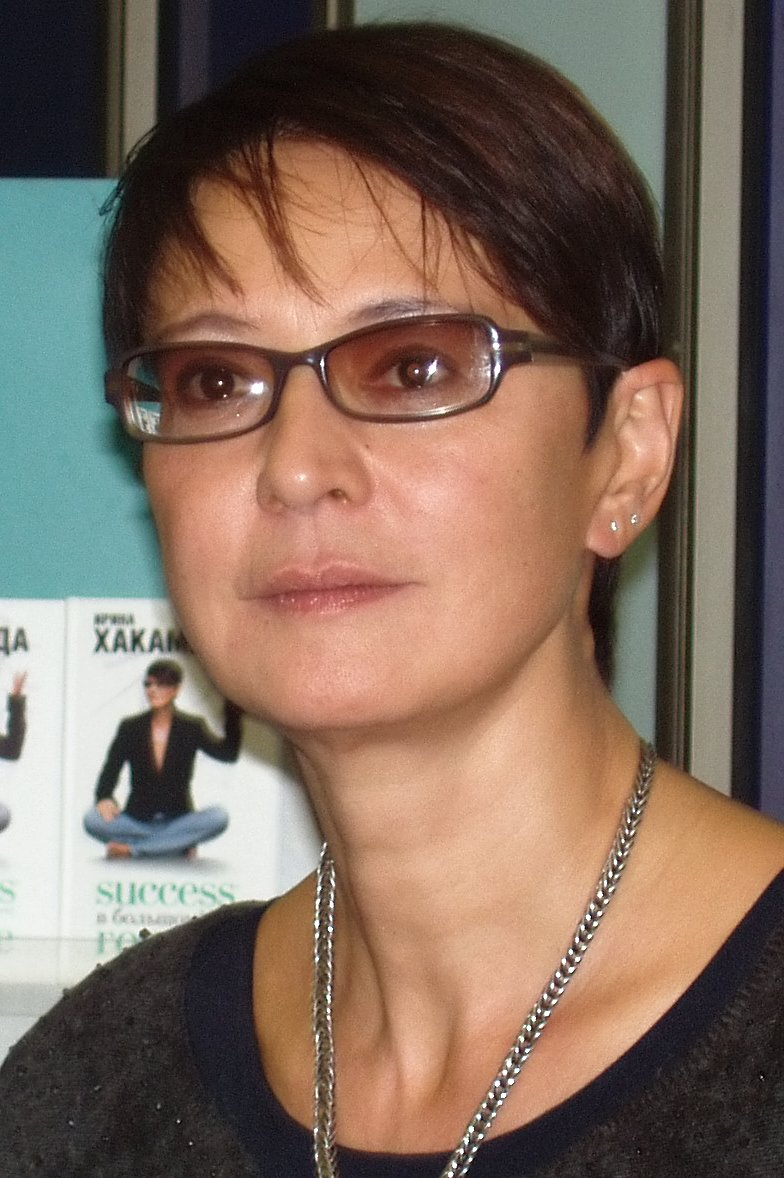
Irina Chakamada 2008

Irina Muzuowna Chakamada (russisch Ирина Муцуовна Хакамада; * 13. April 1955 in Moskau) ist eine russische Wirtschaftswissenschaftlerin, Politikerin, Autorin sowie Fernseh- und Radiomoderatorin.
Chakamada wurde in einer Familie von Mutsuo Hakamada, einem japanischen Kommunisten, der 1939 in die Sowjetunion umsiedelte, und Nina Sinelnikowa, einer russischen Lehrerin, geboren. Irina Chakamadas Onkel väterlicherseits war Satomi Hakamada, ein langjähriges Mitglied der Führung der Japanischen Kommunistischen Partei. Shigeki Hakamada, ein Russland-Experte und Professor der Politikwissenschaften an der Aoyama-Gakuin-Universität, ist Irina Chakamadas Halbbruder. Ihr Familienname ist 袴田 in Kanji und ハカマダ in Katakana.
Irina Chakamada studierte Wirtschaftswissenschaften an der Patrice-Lumumba-Universität in Moskau und promovierte später an der Lomonossow-Universität. Ab 1980 arbeitete sie als wissenschaftliche Mitarbeiterin im Forschungsinstitut des Gosplan.
Seit den 1990er Jahren war Irina Chakamada in Russland politisch aktiv, wobei sie stets liberalkonservative Positionen vertrat. Von 1993 bis 2003 war sie Abgeordnete der Staatsduma, zunächst von der von ihr mitgegründeten Partei der wirtschaftlichen Freiheit (Partija ekonomitscheskoi swobody), ab 1999 der Union der rechten Kräfte. Ab 2000 war sie Vizesprecherin der Staatsduma. 2004 bewarb sich Irina Chakamada um die russische Präsidentschaft. Im selben Jahr gründete sie die Partei Unsere Wahl (Nash Vybor), die jedoch nicht anerkannt wurde und 2006 in Michail Kasjanows Volksdemokratischer Union aufging.
Im Mai 2008 erklärte Chakamada ihre Aufgabe jeglicher politischer Tätigkeit und widmet sich seither (Stand Juni 2010) der Arbeit an Büchern sowie als Fernseh- und Radiomoderatorin und unterrichtet am Moskauer Institut für Internationale Beziehungen (MGIMO). Gemeinsam mit der Designerin Lena Makaschowa betreibt sie das Modelabel ChakaMa.